# Губичи (Черниговская область)
Губичи (укр. Губичі) — село в Репкинском районе Черниговской области Украины. Расположено на реке Вертечь. Население 269 человек. Занимает площадь 0,23 км².
Код КОАТУУ: 7424482501. Почтовый индекс: 15081. Телефонный код: +380 4641.

## Власть
Орган местного самоуправления — Губичский сельский совет. Почтовый адрес: 15081, Черниговская обл., Репкинский р-н, с. Губичи, ул. Любечская, 12. Тел.: +380 (4641) 4-42-17; факс: 4-42-17.